# Canet d’en Berenguer
Canet d'en Berenguer (spanisch Canet de Berenguer) ist eine Gemeinde (municipio) mit 7.771 Einwohnern (Stand: 2024) in der spanischen Provinz Valencia. Sie befindet sich in der Comarca Camp de Morvedre. Die Gemeinde besteht neben dem Hauptort Canet d'en Berenguer aus der Ortschaft Platja de Canet.

## Geografie
Canet d'en Berenguer liegt etwa 30 Kilometer nordnordöstlich von Valencia in einer Höhe von ca. 10 m unmittelbar an der Mittelmeerküste. 

## Bevölkerungsentwicklung
| Jahr      | 1900 | 1920 | 1950 | 1970 | 1981 | 1991 | 2001 | 2011 | 2021 |
| Einwohner | 672  | 825  | 1172 | 1143 | 1307 | 1538 | 3007 | 5988 | 6812 |

## Wirtschaft
Der Anbau von Orangenbäumen, aber auch der Tourismus zum Strand von Canet (Platja de Canet) sind die Haupteinnahmequellen.

## Sehenswürdigkeiten
- Peterskirche (Iglesia San Perdro Apóstol)
- Leuchtturm von Canet d'en Berenguer, 1904 erbaut
- Rathaus

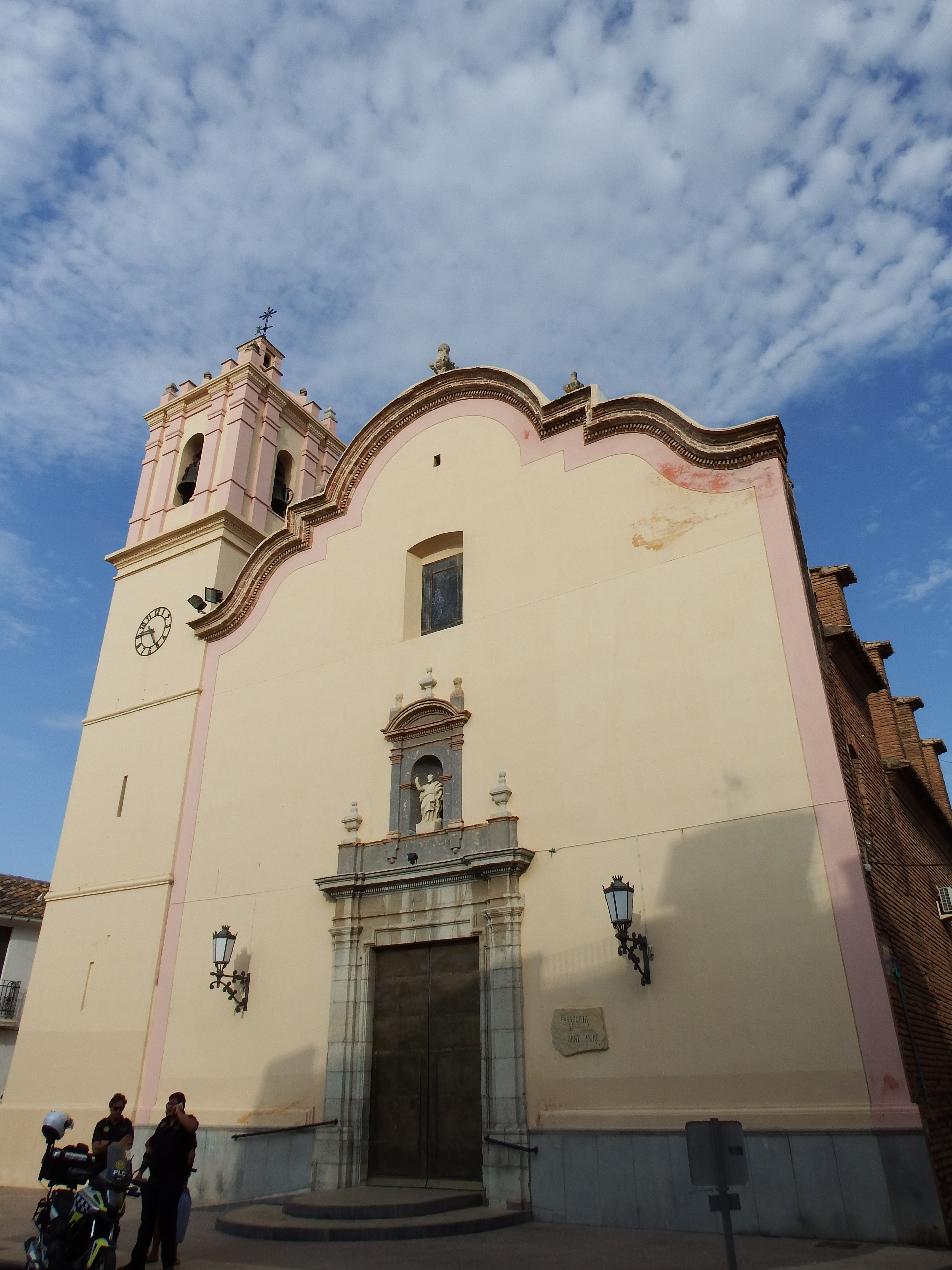
Peterskirche
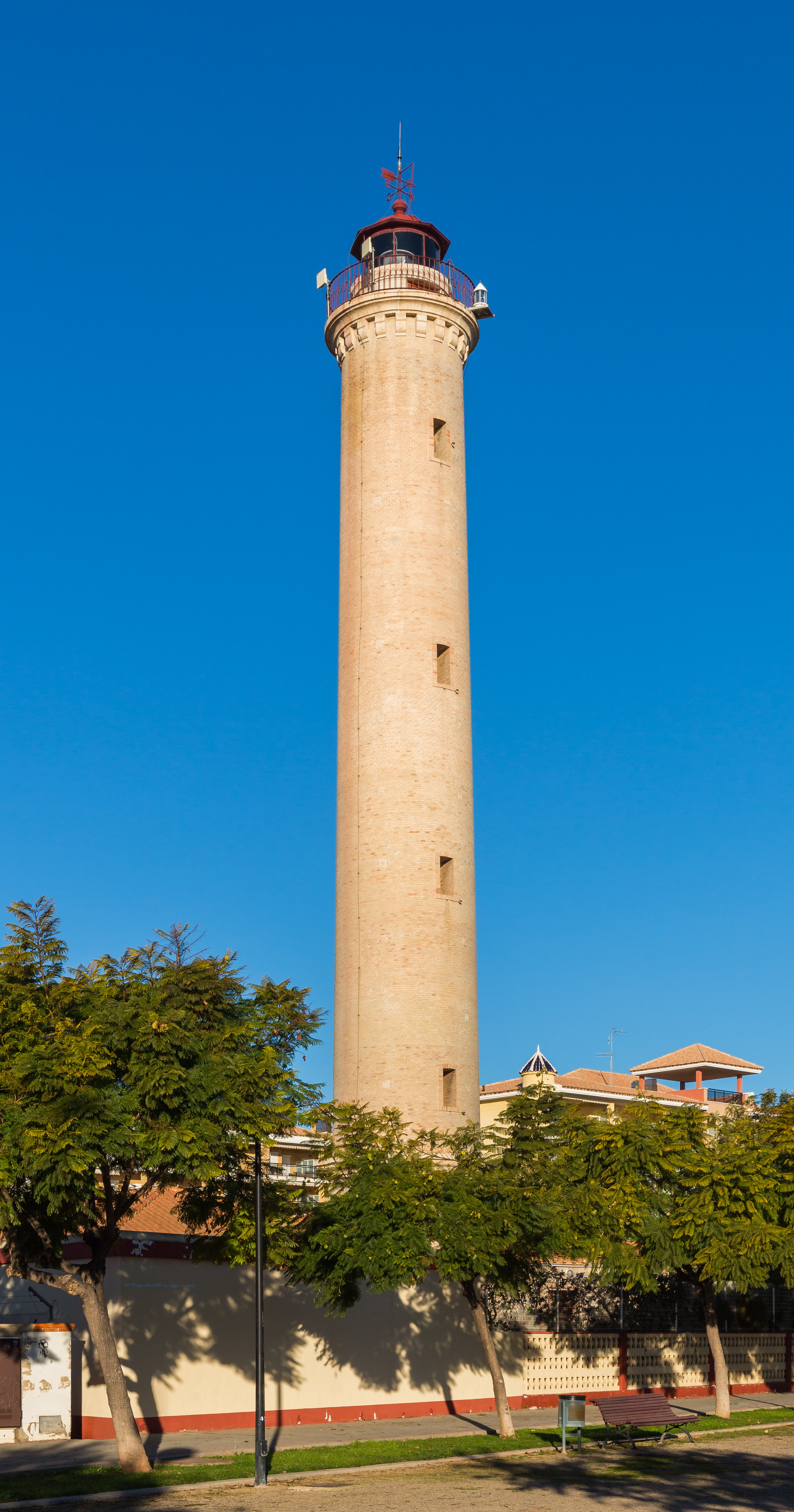
Leuchtturm
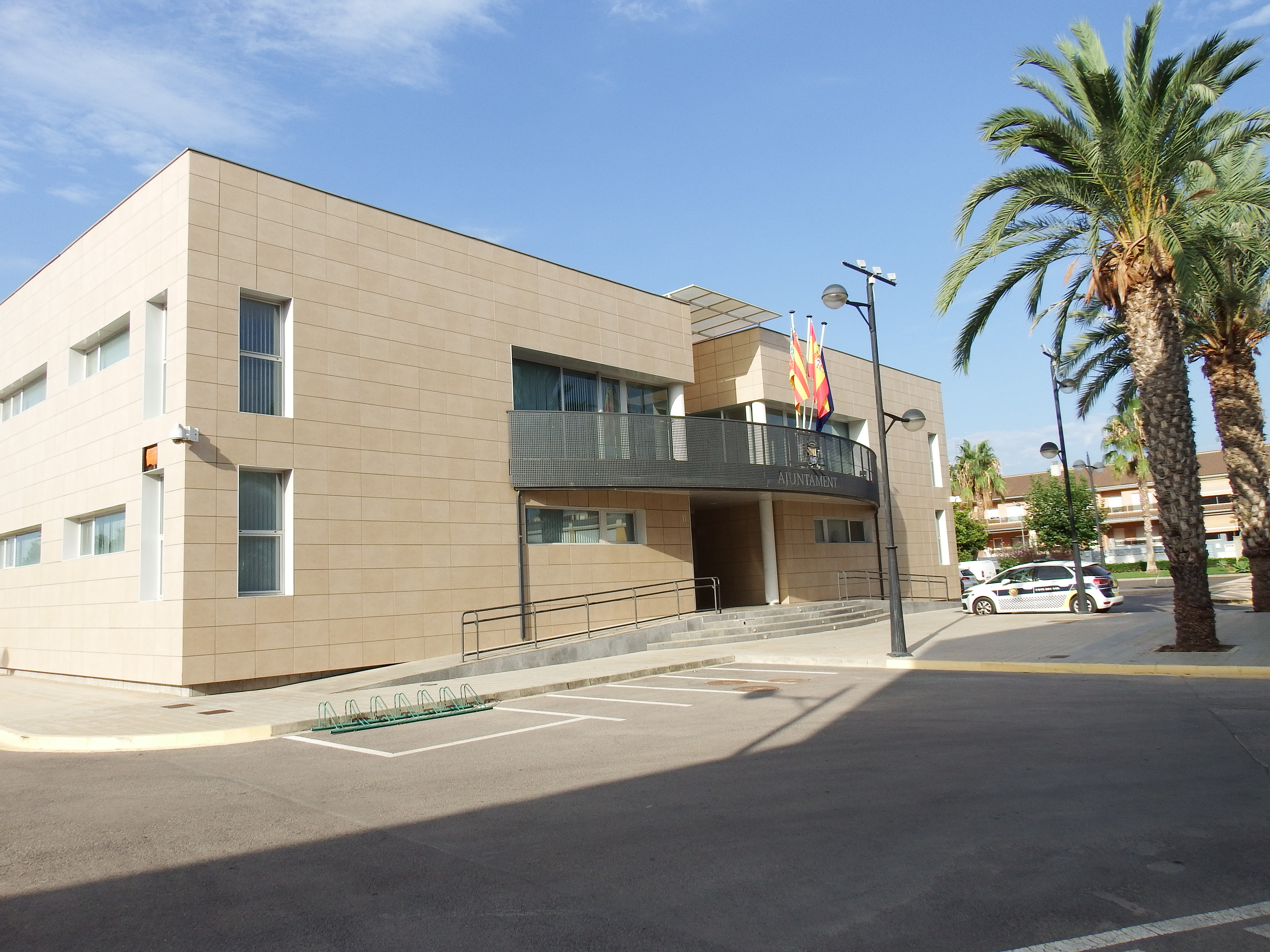
Rathaus

## Gemeindepartnerschaft
Mit der französischen Gemeinde Canet im Département Hérault (Okzitanien) besteht eine Partnerschaft. 